# تالی شالوم-ایزر

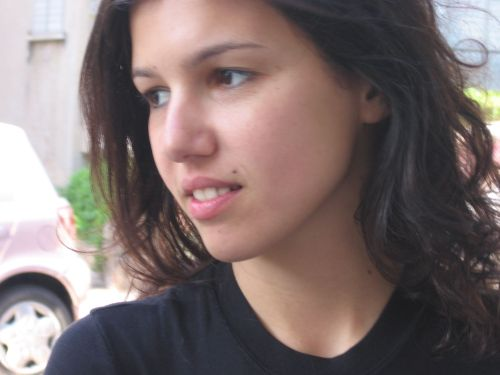
شالوم ازر در سال ۲۰۰۶

تالی شالوم-ایزر (عبری: טלי שלום עזר‎؛ متولد ۲۱ مه ۱۹۷۸) فیلمساز، فیلمنامه‌نویس و کارگردان اسرائیلی است. وی با کارگردانی فیلم سینمایی، پرنسس (2014) که در بخش دراماتیک جهانی جشنواره فیلم ساندنس ۲۰۱۵ به نمایش درآمد به شهرت رسید.

## دوران جوانی و تحصیل
شالوم عزر در کفار صبا، اسرائیل، از مادری یهودی رومانیایی و پدر مهاجر یهودی از سفاردی از عراق متولد شد. در طول دوران تحصیل، با یک گروه تئاتر محلی آشنا شد و در حین خدمت سربازی خود در نیروهای دفاعی اسرائیل، آموزش‌های هنری دید و به عنوان یک ارزیاب روانشناس در ارتش اسرائیل مشغول به خدمت شد.
وی در مرکز آزمایشات روان سنجی اسرائیلی‌های جوان که برای سربازی آماده می‌شدند، به فعالیت پرداخت.
علاقه مستمر شالوم-ازر به روانشناسی که از فعالیت‌های مادرش در رشتهٔ پرستاری روانپزشکی تأثیر می‌گرفت، آغاز شد و در این رشته تمرکز خود را بر روی نمایش‌درمانیبیماران گذاشت. می‌توان گفت همه فیلم‌های او ابعاد روانشناختی دارند و بر همین اساس، او معتقد است که ارتباط شدیدی بین سینما و روانشناسی وجود دارد.
شالوم-عزر در مدرسه هنرهای نمایشی بیت زوی آموزش‌های اولیه بازیگری را گذراند، اما مدت زمان زیادی نگذشت که تصمیم گرفت تمرکز و سمت و سوی تحصیلات خود را به کارگردانی تغییر دهد. وی تحصیلات خود را در دانشگاه تل آویو، ابتدا در رشته تئاتر (کارگردانی) و سپس در رشتهٔ سینما پیگیری کرده و از طریق گروه فیلم و تلویزیون مشغول به فعالیت شد. در طول دوران دانشجویی، توانست برای تحصیل خود در رشتهٔ سینما، ۳ سال بورس تحصیلی بنیاد فرهنگی آمریکا و اسرائیل را از آن خود کند.

## فعالیت حرفه ای
شالوم-ازر قبل از کار در حوزهٔ کارگردانی فیلم، به عنوان دستیار کارگردان تئاتر و به عنوان دستیار کارگردان بازیگر در پروژه‌های مختلفی فعالیت می‌کرد. او همچنین مدتی را به عنوان مدیر تولید و تهیه‌کننده تئاتر Fringe و جشنواره‌های تئاتر کار کرد.
او به عنوان داور مسابقه رسمی جشنواره فیلم اورشلیم، در جشنواره بین‌المللی فیلم دانشجویی، تل آویو حضور داشته‌است.
وی به عنوان راهنما و داور در چندین جشنواره مهم فیلم اسرائیل و سازمان‌های تولید فیلم فیلم اسرائیل فعالیت کرده و به عنوان فیلم‌ساز و مشاور در پروژه‌های بسیار زیادی حضور داشته‌است.
شالوم در حال حاضر در بخش فیلم و تلویزیون در دانشگاه تل آویو با تمرکز بر فعالیت حرفه ای بازیگران کار کرده و به تدریس می‌پردازد. او با شریک زندگی اش لیبی تیشلر در تل آویو زندگی می‌کند.

## فیلم‌ها
- A Summer at Abarbanel (2005)، مستندی ۶۰ دقیقه ای است که در زمان دانشجویی او ساخته شد و توانست برای این فیلم، برنده ۲ جایزه بهترین فیلم دانشجویی در جشنواره فیلم مستند Docaviv شود.
- اتاق نشیمن (۲۰۰۶)، فیلم کوتاه ۱۹ دقیقه ای است که در دوران دانشجویی او ساخته شده‌است و در جشنواره‌هایی از جمله در جشنواره فیلم کن و جشنواره بین‌المللی فیلم اورشلیم به نمایش درآمد.
- جایگزین (۲۰۰۸)، فیلم کوتاه ۵۸ دقیقه ای که توانست برنده بهترین فیلم در جشنواره بین‌المللی فیلم زنان اسرائیل در Rehovot شود و در جشنواره بین‌المللی FEMINA برای فیلم‌های زنانه در برزیل مورد تقدیر ویژه قرار بگیرد. این فیلم توانست عنوان در انتخاب رسمی داوران در جشنواره بین‌المللی فیلم ادینبورگ را از آن خود سازد.
- پرنسس ۲۰۱۲ فیلم ۹۲ دقیقه‌ای است که توانست جوایز بهترین فیلم بلند، بهترین بازیگر زن، بهترین فیلم‌برداری و بهترین موسیقی جشنواره بین‌المللی فیلم اورشلیم را در سال ۲۰۱۴ از آن خود سازد.[۵] فیلمنامه این فیلم در سال ۲۰۰۹ جایزه Highlight Pitch را در بازار پروژه استعدادهای درخشان Berlinale دریافت کرد و سپس به برنامه توسعه اسکریپت در Binger Filmlab 2009-10 در آمستردام دعوت شد.
- روزهای من با مرسی (2017)[۶] اولین فیلم انگلیسی زبان او و داستان عشق لزبین.[۷][۸][۹]

## جوایز و نامزدی‌ها
- بهترین فیلم، جشنواره فیلم اورشلیم، 2014 - PRINCESS
- جایزه Highlight Pitch، بازار پروژه استعدادهای درخشان Berlinale، ۲۰۰۹
- مسابقه فیلمنامه آدام فلینت - PRINCESS
- بهترین فیلم بلند، جشنواره بین‌المللی فیلم زنان در Rehovot، ۲۰۰۹ - جایگزین
- فیلم ویژه در جشنواره بین‌المللی FEMINA برای فیلم‌های زنان - جایگزین
- جایزه دوم بهترین مستند دانشجویی، Docaviv، ۲۰۰۵ - تابستان در آباربانل
- گرانت بنیاد فرهنگ آمریکا و اسرائیل، ۲۰۰۵، ۲۰۰۶، ۲۰۰۷